# 駅前シリーズ
駅前シリーズ（えきまえシリーズ）は、日本で1958年から1969年までに製作された森繁久彌、伴淳三郎、フランキー堺の三人が主演の喜劇映画のシリーズ。24作品が製作され、全タイトルに「駅前」がつくことからこう呼ばれる。
東宝系の東京映画が製作し、東宝が配給した。社長シリーズ、若大将シリーズ、クレージー映画などとともに1960年代の東宝の屋台骨を支えた大ヒットシリーズ。

## 概要
井伏鱒二の小説「駅前旅館」を豊田四郎監督が映画化したのがシリーズの始まりである。第一作目は文芸路線であったが、この作品が好評だったため、1961年の第2作から「喜劇」を冠してシリーズ化された。シリーズが進むにつれてご当地映画の色彩を強めるようになっていった。
当時の東宝作品は都会的でモダンないわゆる「東宝カラー」が主流だったが、本シリーズは地方や下町が主な舞台であったため、松竹映画に作風が近い。また、東宝傍系の東京映画の製作のため、東宝生え抜きの俳優があまり出演していない。東京映画は他社から移籍してきた俳優を中心に映画を製作していたため、主要メンバーを見ても伴淳三郎、淡島千景、淡路恵子は松竹、フランキー堺は日活、池内淳子、大空眞弓は新東宝と、他社出身の俳優が多い。

## 基本的な設定
基本的には、駅前という日本の高度経済成長期の象徴的場所を舞台に繰り広げられた喜劇映画。シリーズ化された第2作以降は、森繁久弥の徳之助（金之助の場合もあり）、伴淳三郎の孫作、フランキー堺の次郎らが友人関係、敵対関係など様々なバリエーションでの関係性で騒動を巻き起こすというストーリーで、シリーズを通した人物設定があるわけではない。あえていえば、主要出演者がこの3人なのと、タイトルに「駅前」が冠されていることくらいの共通性しかない。

## 登場人物

### 主人公
- 徳之助：森繁久彌
- 孫作：伴淳三郎
- 次郎：フランキー堺

### マドンナ
- 景子：淡島千景
- 藤子：淡路恵子
- 染子：池内淳子
- 由美：大空眞弓

### その他の主要レギュラー・準レギュラー
- 三木のり平
- 山茶花究
- 松山英太郎
- 森光子
- 沢村貞子
- 京塚昌子
- 乙羽信子
- 中村メイコ
- 左卜全
- 加東大介
- 坂本九

### 子役
- 蔵忠芳
- 頭師佳孝
- 雷門ケン坊（「吉野謙二郎」名義）
- ほか

### 歌のゲスト・特別出演
- 五月みどり
- 王貞治
- ジャイアント馬場
- 大熊元司
- 星野勘太郎
- 佐田乃山
- 栃光
- 栃ノ海
- 出羽錦（後の田子ノ浦親方）
- スリーファンキーズ
- 畠山みどり
- 松尾和子
- 和田弘とマヒナスターズ
- サンダー杉山（「杉山恒治」名義）
- 曽我町子（『駅前漫画』で「オバQ」の声を担当）
- 都はるみ
- ザ・スパイダース
- ザ・ダーツ
- 三沢あけみ
- ほか

## 作品一覧
| タイトル      | 公開日         | 監督     | 脚本              | 駅名・ロケ先など                            | 舞台設定     |
| ------------- | -------------- | -------- | ----------------- | ------------------------------------------- | ------------ |
| 駅前旅館      | 1958年7月12日  | 豊田四郎 | 八住利雄          | 上野駅                                      | 旅館業界     |
| 喜劇 駅前団地 | 1961年8月13日  | 久松静児 | 長瀬喜伴          | 西生田駅、百合ヶ丘駅                        | 土地問題     |
| 喜劇 駅前弁当 | 1961年12月24日 | 久松静児 | 長瀬喜伴          | 浜松駅                                      | 駅弁屋       |
| 喜劇 駅前温泉 | 1962年7月29日  | 久松静児 | 長瀬喜伴          | 岩代熱海駅                                  | 温泉旅館     |
| 喜劇 駅前飯店 | 1962年12月23日 | 久松静児 | 長瀬喜伴          | 関内駅?                                     | 中華料理店   |
| 喜劇 駅前茶釜 | 1963年7月13日  | 久松静児 | 長瀬喜伴          | 茂林寺前駅?                                 | 寺院         |
| 喜劇 駅前女将 | 1964年1月15日  | 佐伯幸三 | 長瀬喜伴          | 両国駅                                      | 飲食業       |
| 喜劇 駅前怪談 | 1964年6月11日  | 佐伯幸三 | 長瀬喜伴          | 勝沼駅                                      | 土地問題     |
| 喜劇 駅前音頭 | 1964年8月11日  | 佐伯幸三 | 長瀬喜伴 新井一   | 千歳船橋駅・ハワイ                          | 商店街       |
| 喜劇 駅前天神 | 1964年10月31日 | 佐伯幸三 | 長瀬喜伴          | 上野広小路駅?                               | 町内会       |
| 喜劇 駅前医院 | 1965年1月15日  | 佐伯幸三 | 長瀬喜伴 斎藤良輔 | 登戸駅                                      | 病院         |
| 喜劇 駅前金融 | 1965年7月4日   | 佐伯幸三 | 長瀬喜伴          |                                             | 金融業       |
| 喜劇 駅前大学 | 1965年10月31日 | 佐伯幸三 | 長瀬喜伴          | 三島駅?                                     | 大学         |
| 喜劇 駅前弁天 | 1966年1月15日  | 佐伯幸三 | 長瀬喜伴          | 岡谷駅                                      | 商店街       |
| 喜劇 駅前漫画 | 1966年4月28日  | 佐伯幸三 | 長瀬喜伴          | 百合ヶ丘駅?                                 | 商店街       |
| 喜劇 駅前番頭 | 1966年8月14日  | 佐伯幸三 | 長瀬喜伴          | 強羅駅                                      | 旅館業       |
| 喜劇 駅前競馬 | 1966年10月29日 | 佐伯幸三 | 藤本義一          | 府中競馬正門前駅?・大井競馬場               | 競馬         |
| 喜劇 駅前満貫 | 1967年1月14日  | 佐伯幸三 | 藤本義一          | 恵比寿駅                                    | マージャン屋 |
| 喜劇 駅前学園 | 1967年4月15日  | 井上和男 | 井上和男 新井一   | 青葉学園高等学校 （1988年＜昭和63年＞廃校） | 学園         |
| 喜劇 駅前探検 | 1967年9月2日   | 井上和男 | 藤本義一 井上和男 |                                             | 古文書       |
| 喜劇 駅前百年 | 1967年11月18日 | 豊田四郎 | 八住利雄 広沢栄   | 上野駅                                      | 旅館対ホテル |
| 喜劇 駅前開運 | 1968年2月24日  | 豊田四郎 | 広沢栄            | 赤羽駅                                      | 商店街       |
| 喜劇 駅前火山 | 1968年5月25日  | 山田達雄 | 池田一朗          | 西鹿児島駅                                  | 鹿児島       |
| 喜劇 駅前桟橋 | 1969年2月15日  | 杉江敏男 | 池田一朗          | 高松駅?                                     | 高松         |

## DVD
シリーズ作品の一部は、配給元の東宝によってDVDソフト化されている。また初期の5作品は、講談社のDVDマガジン『東宝 昭和の爆笑喜劇』シリーズ終盤の収録作品となっている。
| タイトル                                 | 発売日         | 発売元 |
| ---------------------------------------- | -------------- | ------ |
| 駅前旅館                                 | 2005年2月25日  | 東宝   |
| 喜劇 駅前弁当                            | 2005年2月25日  | 東宝   |
| 喜劇 駅前温泉                            | 2005年2月25日  | 東宝   |
| 喜劇 駅前飯店                            | 2005年2月25日  | 東宝   |
| 喜劇 駅前団地                            | 2010年10月22日 | 東宝   |
| 喜劇 駅前茶釜                            | 2010年10月22日 | 東宝   |
| 喜劇 駅前女将                            | 2010年10月22日 | 東宝   |
| 喜劇 駅前金融                            | 2010年10月22日 | 東宝   |
| 喜劇 駅前弁天                            | 2010年10月22日 | 東宝   |
| 喜劇 駅前競馬                            | 2010年10月22日 | 東宝   |
| 喜劇 駅前満貫                            | 2010年10月22日 | 東宝   |
| 喜劇 駅前探検                            | 2010年10月22日 | 東宝   |
| 喜劇 駅前開運                            | 2010年10月22日 | 東宝   |
| 東宝 昭和の爆笑喜劇 Vol.45 駅前旅館      | 2014年12月16日 | 講談社 |
| 東宝 昭和の爆笑喜劇 Vol.47 喜劇 駅前団地 | 2015年1月13日  | 講談社 |
| 東宝 昭和の爆笑喜劇 Vol.48 喜劇 駅前弁当 | 2015年1月27日  | 講談社 |
| 東宝 昭和の爆笑喜劇 Vol.49 喜劇 駅前温泉 | 2015年2月10日  | 講談社 |
| 東宝 昭和の爆笑喜劇 Vol.50 喜劇 駅前飯店 | 2015年2月24日  | 講談社 |

そして2024年、1月24日に『駅前旅館』から『駅前金融』まで、2月21日に残りの全作品が東宝から発売、シリーズ終了55年にしてようやく全作品がDVD化された（先述のDVDは再発売）。